# Wydział Budownictwa i Nauk o Środowisku Politechniki Białostockiej
Wydział Budownictwa i Nauk o Środowisku – jeden z sześciu wydziałów Politechniki Białostockiej.

## Historia
1 września 1951 Wieczorowa Szkoła Inżynierska w Białymstoku rozpoczęła rekrutację na kierunek Budownictwo. Wydział Budowlany z pierwszą siedzibą przy ul. Sosnowej oficjalnie powołany został 26 marca 1952. 8 maja 1956 podpisano porozumienie z Politechniką Warszawską, na mocy którego stołeczna uczelnia zobowiązała się do udzielania pomocy dydaktycznej i naukowej Wyższej Szkole Inżynierskiej w Białymstoku. Pierwszą rekrutację na studia zaoczne przeprowadzono w 1964, w którym też nazwę uczelni zmieniono na Wyższą Szkołę Inżynierską. Dwa lata później odbyła się pierwsza rekrutacja na studia dzienne, a wydział uzyskał nazwę Wydział Budownictwa Lądowego.
W 1974 utworzono Zakład Inżynierii Środowiska, co było bezpośrednim skutkiem deficytu kadry inżynierskiej w zakresie instalacji sanitarnych. Kształcenie w zakresie drogownictwa rozpoczęto w 1977. Trzy lata później Rada Naukowa Instytutu Budownictwa Lądowego uzyskała prawa nadawania stopnia doktora nauk technicznych w dyscyplinie naukowej inżynieria środowiska i w tym samym roku odbyła się pierwsza publiczna obrona pracy doktorskiej w historii Politechniki Białostockiej. Prawa doktoryzowania w dyscyplinie budownictwo uczelnia uzyskała w 1988.
W 1986 Instytut Budownictwa Lądowego został przekształcony w Wydział Budownictwa i Inżynierii Środowiska. Wydział od 2000 jest członkiem prestiżowego Stowarzyszenia Europejskich Wydziałów Budownictwa (AECEF).
W 2019 roku wydział zmienił nazwę na Wydział Budownictwa i Nauk o Środowisku.

## Siedziba
Wydział Budownictwa i Nauk o Środowisku jest jednym z czterech wydziałów Politechniki Białostockiej, które umiejscowione są na terenie kampusu uczelni przy ulicy Wiejskiej.

## Kierunki studiów
Wydział Budownictwa i Nauk o Środowisku prowadzi kształcenie na sześciu kierunkach:
- Architektura Krajobrazu
- Budownictwo
- Gospodarka Przestrzenna
- Inżynieria Środowiska
- Leśnictwo
- Ochrona Środowiska

## Władze
| Stanowisko | Nazwisko                                |
| --- | --------------------------------------- |
| Dziekan | prof. dr hab. inż. Michał Bołtryk       |
| Prodziekan ds. Studenckich i Kształcenia – kierunki: Budownictwo, Gospodarka Przestrzenna                               | dr inż. Małgorzata A. Lelusz            |
| Prodziekan ds. Studenckich i Kształcenia – kierunki: Inżynieria Środowiska, Leśnictwo, Ochrona Środowiska, Architektura | dr hab. Jolanta Piekut, prof. PB        |
| Prodziekan ds. Rozwoju i Współpracy                                                                                     | dr inż. Katarzyna Kalinowska-Wichrowska |

## Poczet dziekanów (lista niepełna)
- prof. dr hab. inż. Lech Dzienis (1996–2002)
- prof. dr hab. inż. Ryszard Kowalczyk (2002–2008)
- prof. dr hab. inż. Józefa Wiater (2008– )
- prof. dr hab. inż. Michał Bołtryk

## Struktura organizacyjna
- Katedra Ciepłownictwa
- Katedra Hodowli i Użytkowania Lasu
- Katedra Środowiska Leśnego
- Katedra Ochrony i Kształtowania Środowiska
- Katedra Systemów Inżynierii Środowiska
- Katedra Technologii w Inżynierii i Ochronie Środowiska
- Zakład Biologii Sanitarnej i Biotechnologii
- Zakład Chemii
- Katedra Mechaniki Konstrukcji
- Katedra Konstrukcji Budowlanych
- Katedra Podstaw Budownictwa i Ochrony Budowli
- Zakład Informacji Przestrzennej
- Zakład Materiałów Technologii i Organizacji Budownictwa
- Zakład Inżynierii Drogowej
- Zakład Geotechniki